# 富瓦的日爾曼妮
富瓦的日爾曼妮（法語：Germaine de Foix，1488年—1536年10月15日），阿拉贡王后納瓦拉王后、，1506年至1516年在位。
1506年，日爾曼妮與自己的舅爷阿拉贡國王斐迪南二世結婚，日爾曼妮曾生下一子胡安，但胡安很快夭折，之後斐迪南即使多次使用壯陽春藥，仍未能再讓日爾曼妮懷孕，因此夫妻倆最終沒有子女可繼承王位。1516年斐迪南去世，新寡的日爾曼妮移居新國王查理五世的宮廷之中，17歲的查理也多次以外祖母──日爾曼妮（29歲）的名義舉辦宴會。1518年8月20日，日爾曼妮誕下一個女兒，娶名為伊莎貝拉，並被日爾曼妮以「小公主」（Infanta）稱呼，這使歷史學家廣泛地認為，女嬰的生父正是仍處單身的查理五世。1519年，30歲的日爾曼妮與查理的部下──布蘭登堡-安斯巴赫的約漢內（26歲）結婚，兩人未有子女，而約漢內於1525年過世。
1526年，她又和查理的下屬卡拉布里亞公爵費迪南多結婚，兩人也沒有子女。1536年，日爾曼妮病逝於瓦倫西亞，得年48。